# فيكتور غوزمان
فيكتور غوزمان (بالإسبانية: Víctor Guzmán)‏ (3 فبراير 1995 بمونتيري في المكسيك - ) هو لاعب كرة قدم مكسيكي في مركز الوسط، شارك في الألعاب الأولمبية الصيفية 2016. وشارك مع منتخب المكسيك تحت 20 سنة لكرة القدم ومنتخب المكسيك تحت 23 سنة لكرة القدم. أما مع النوادي، فقد لعب مع نادي باتشوكا ونادي غوادالاخارا.

## وصلات خارجية
- فيكتور غوزمان على موقع الاتحاد الدولي (مؤرشف)  (الإنجليزية)
- فيكتور غوزمان على موقع قاعدة بيانات كرة القدم.إي يو (الإنجليزية)
- فيكتور غوزمان على موقع ناشيونال فوتبول تيمز (الإنجليزية)
- فيكتور غوزمان على موقع Soccerway.com (الإنجليزية)
- فيكتور غوزمان على موقع عالم كرة القدم.نت (الإنجليزية)
- فيكتور غوزمان على موقع اللجنة الأولمبية الدولية (الإنجليزية)
- فيكتور غوزمان على موقع أوليمبيديا (الإنجليزية)
- فيكتور غوزمان على موقع AS.com (الإسبانية)